# 坂茂

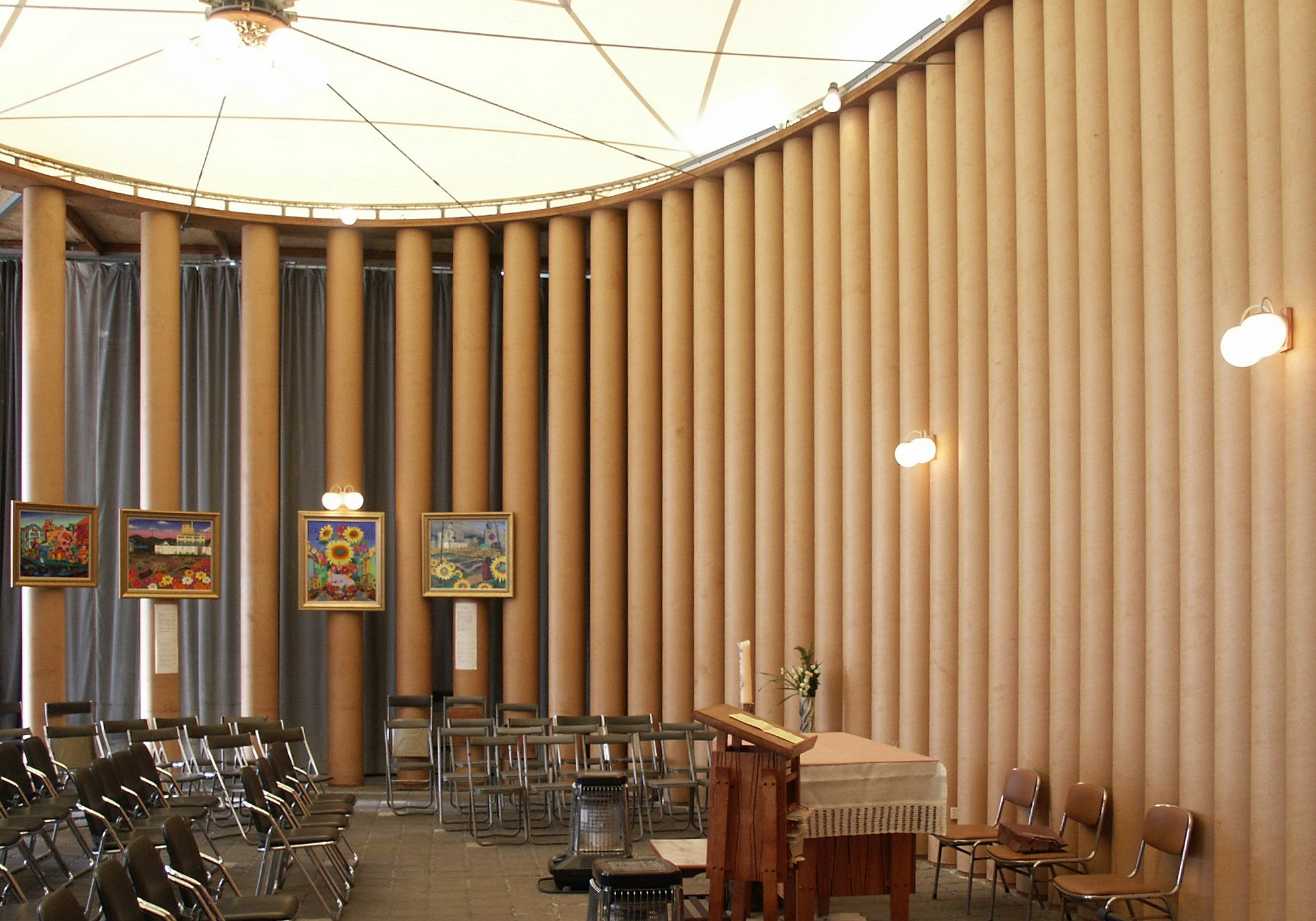
カトリックたかとり教会仮設集会所「ペーパードームたかとり」（紙の教会）

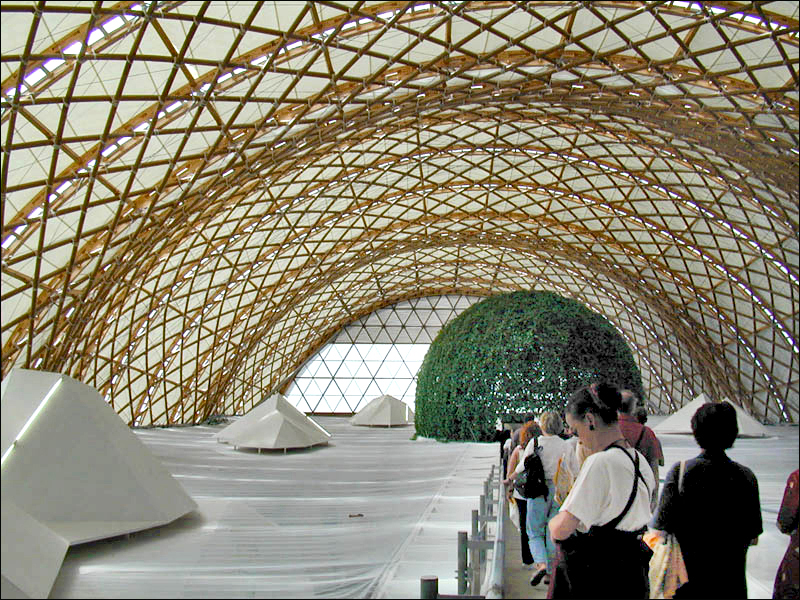
ハノーヴァー万博の日本館

坂 茂（ばん しげる、1957年8月5日-）は、日本の建築家、芝浦工業大学特別招聘教授。日本建築家協会名誉会員。ニューヨーク州登録建築士。
アメリカで建築を学び、紙管、コンテナなどを利用した建築や災害支援活動で知られる。2014年には建築分野の国際的な賞であるプリツカー賞を受け、フランス芸術文化勲章コマンドゥールを贈られた。2017年に紫綬褒章を受章、また日本人として初めてマザー・テレサ社会正義賞を受賞している。

## 来歴
1957年、東京都出身。会社員の父と服飾デザイナーの母の下に生まれる。成蹊小学校時代からラグビーを始め、高校では近鉄花園ラグビー場で全国大会にも出場（1975年）。成蹊中学校時代に建築家を志すと、高校時代には建築雑誌で見たジョン・ヘイダックやヘイダックが教えるニューヨークのクーパー・ユニオンに憧れを抱く。1976年、成蹊高等学校卒業。
クーパー・ユニオンを目指して1977年、19歳で渡米すると、しばらく英語学校に通い、1978年から2年半、南カリフォルニア建築大学（サイアーク、SCI-Arc）で建築を学ぶと1980年に念願のクーパー・ユニオンに編入する。1982年から1983年の1年間、磯崎新アトリエに在籍したあと、再び大学に戻ると1984年に同建築学部を卒業（建築学士号）。
マイノリティ、弱者の住宅問題に鋭い関心を寄せ、ルワンダの難民キャンプに設けるシェルターを国連難民高等弁務官事務所 (UNHCR) に提案し開発・試作した。
1995年の兵庫県南部地震（阪神・淡路大震災）後の紙のログハウス（仮設住宅）や教会の集会所を特殊加工された「紙（紙管）」で制作。トルコ、インドで起きた地震に際しても仮設住宅の建設を行った。2005年に津波で被災したスリランカキリンダ村で復興住宅を、2008年に大地震に遭った中国四川省では小学校の仮設校舎を、2011年の地震に際してクライストチャーチ大聖堂の仮設教会の建設を提案した。東日本大震災では、体育館などの避難所に避難したものの、ひとつの空間で多くの人々が同居していた。プライバシーがまったく無くて苦しんでいても言いだせない人々のために、坂は紙パイプと布を使いプライバシーを確保する提案（間仕切り）をし、各地の役所の職員たちを説得してまわる傍ら、仮設住宅の建設と質の向上にもかかわった。女川町で坂が提案した海上輸送用のコンテナを使った2–3階建ての仮設住宅は家具を作り付けてあり、その快適さから、期限が来てもそのまま住み続けたいと希望する人々が多いと報じられた。
阪神・淡路大震災後に神戸で手がけた「紙の教会」は1995年に第41回毎日デザイン賞大賞と第3回関西建築家賞大賞、1997年度のJIA新人賞を受け、また「家具の家・カーテンウォールの家」で吉岡賞を授かる（1996年）。東日本大震災被災地にて活用された「紙の建築」で平成23年度芸術選奨文部科学大臣賞 を受賞。
グローバルに問題を考え、建築資材などをあらかじめ確保しておき、どこかの国で大災害が起きた時にそれを供給するしくみ作りも進めている。それらの過程において、慈善や寄付のみに頼るのではなく、通常の経済の循環に組み込み継続性を持たせることも進めている。坂茂のアイディアは、まず途上国に仮設住宅の工場をつくり、そこで作られる住宅は災害の無い時には各国のスラム街の住環境改善に用い、もし災害が起きたら仮設住宅として供給するという方法で、途上国で雇用を作りつつ、住環境改善も実現し、災害時には苦しむ人々を救うこともできるというものである。

### 坂茂建築設計
1985年、東京に株式会社坂茂建築設計を設立。1999年、ニューヨークに事務所を開設。2003年にポンピドゥー・センター・メスのコンペを勝ち取ったのを機に、2004年、パリにも事務所を開設。現在は、東京、パリ、ニューヨークの事務所を行き来し、パートナー建築家とチームを組んで個人の邸宅や大規模建築から被災地支援まで、さまざまな建築意匠を手がけている。
2022年11月時点のパートナー建築家は、菅井啓太、鈴木グラント（東京）、ジャン・デ・ギャスティン（Jean de Gastines、欧州）、ディーン・モルツ（Dean Maltz、アメリカ合衆国）。坂茂建築設計では、坂がデザインの核を考え、プロジェクトの総括と事務所の運営にはパートナーが大きな役割を果たしている。

### ボランタリー・アーキテクツ・ネットワーク（VAN）
ボランタリー・アーキテクツ・ネットワーク（ボランタリー建築家機構）は、坂茂が1995年の兵庫県南部地震（阪神・淡路大震災）後、建築面で被災地を支えようと神戸市に立ち上げたボランティア組織。英語表記はVoluntary Architects' Network（頭字語 VAN）。この団体は仮設住宅や教会の仮設集会所の建設を行い、坂のそれ以降の国内外被災地の支援でも活動している。2013年に特定非営利活動法人化。
当初、VANの運営は、坂茂建築設計の社員が本業のかたわら兼務した。坂が慶應義塾大学SFC教授の職にあった期間（2001年–2009年）は同研究室の活動の一環として、SFCの学生がVANの運営の中心となっていた。2003年には研究室の学生らがSFCキャンパス（神奈川県）に紙製の仮設スタジオ「慶應義塾大学SFC坂茂研究室」を完成させ、幅と奥行がそれぞれ10 m、高さ5 mのワンルームは2008年に解体されるまで、電動工具も使える仮設建築の実験場として、またVANの拠点として機能した。

### 避難所用間仕切りシステム
坂茂建築設計とVANの活動の中に、避難所への間仕切りシステム提供がある。2004年の新潟県中越地震や2005年の福岡県西方沖地震当時の避難所で実践し、東北大震災時には「紙管」と布で構成した避難所間仕切りシステムを提供した。同システムは避難所にもプライバシーを確保でき、組み立ても分解も容易である。熊本地震の避難所にも提供された。ウクライナ難民を受け入れるドイツにも紙管と段ボールで仮設住宅を築いた。

## 略歴
- 1976年：成蹊高等学校卒業[13]
- 1977年 - 1980年：南カリフォルニア建築大学在学[48]
- 1980年 - 1982年：クーパー・ユニオン建築学部へ転学し在籍[48]
- 1982年 - 1983年：磯崎新アトリエに在籍[49][50]
- 1984年：クーパー・ユニオンの建築学部を卒業（建築学士号[* 1][50]）
- 1985年：帰国し、東京に株式会社坂茂建築設計を設立[51]
- 1993年：多摩美術大学美術学部建築科（建築・環境デザイン学科）に奉職、非常勤講師[52][53][54]
- 1995年：NGO VAN (ボランタリー・アーキテクツ・ネットワーク) 設立。同年、横浜国立大学建築科に奉職、非常勤講師[55]
- 1996年：日本大学理工学部建築科に奉職[56][25]、非常勤講師
- 1995 - 1999年：国連難民高等弁務官事務所 (UNHCR) コンサルタント[57]
- 1999年：ニューヨークに事務所を開設[3]。
- 2000年：コロンビア大学へ客員教授として赴く
- 2001年 - 2009年：慶應義塾大学環境情報学部に奉職、教授
- 2003年：ポンピドゥー・センター・メスのコンペを勝ち取る[32]
- 2004年：パリに事務所を開設[3]
- 2008年、2009年：パリとロンドンで日本車のデザイン展を企画開催（キュレーター：原研哉、会場構成：坂茂）[* 2]
- 2010年：ハーバード大学にGSD客員教授として赴く
- 2010年：コーネル大学に客員教授として赴く
- 2011年：京都造形芸術大学に奉職、芸術学部環境デザイン学科教授[50]
- 2013年：
  - ボランタリー・アーキテクツ・ネットワークを特定非営利活動法人化[39]
  - 音楽堂「Cité Musicale」（フランス）設計コンペに応募、採用される[59]
- 2019年 - 2023年 ：慶應義塾大学環境情報学部教授[60][48][61]
- 2020年 - ：東北大学災害科学国際研究所特任教授[61]
- 2023年 - ：京都芸術大学大学院芸術研究科教授[62][61]
- 2023年 - ：芝浦工業大学特別招聘教授[63][61]
- 2025年 - ：日本芸術院会員[61]

## 主な受賞歴等
| 年   | 授与者         | 栄誉栄典                                   | 備考0000                                                   |
| ---- | -------------- | ------------------------------------------ | ---------------------------------------------------------- |
| 1995 | 毎日デザイン賞 | 大賞                                       | [ 25 ]                                                     |
| 1996 | 日本建築家協会 | 第3回関西建築家大賞                        | 「紙の教会」                                               |
| 1996 |                | 第12回吉岡賞                               | 「カーテンウォールの家」                                   |
| 1997 | 日本建築家協会 | 新人賞                                     | 「紙の教会」                                               |
| 1998 | 日本建築学会   | 第18回東北建築賞                           | 「JR田沢湖駅」                                             |
| 2000 |                | ベルリン・アート・アワード                 | [ 55 ]                                                     |
| 2001 | 日本仕上学会   | 作品賞                                     | World Arch：２賞松井源吾賞                                 |
| 2008 | フランス共和国 | 国家功労勲章オフィシエ受章                 | [ 64 ]                                                     |
| 2011 | フランス共和国 | フランス芸術文化勲章オフィシエ受章（11月） |                                                            |
| 2011 | 国際建築家連合 | オーギュスト・ペレ賞                       | 避難所の創造的探求に対して（建築界のノーベル賞と称される） |
| 2012 | 毎日新聞社     | 毎日芸術賞 芸術選奨文部科学大臣賞美術部門  |                                                            |
| 2014 |                | プリツカー賞                               | [ 66 ] [ 67 ] [ 68 ] [ 69 ] [ 70 ] [ 7 ]                   |
| 2014 | フランス政府   | フランス芸術文化勲章コマンドゥール         |                                                            |
| 2015 | 朝日新聞社     | 朝日賞                                     | [ 71 ]                                                     |
| 2017 | 日本政府       | 紫綬褒章                                   | [ 8 ]                                                      |
| 2017 |                | マザー・テレサ社会正義賞                   | [ 9 ]                                                      |
| 2018 | 台南市（台湾） | 名誉市民受章                               | [ 72 ]                                                     |
| 2019 |                | 読売国際協力賞受賞                         | [ 73 ]                                                     |
| 2022 |                | アストゥリアス皇太子賞平和部門             | [ 55 ] [ 74 ] [ 75 ]                                       |
| 2024 | 日本美術協会   | 高松宮殿下記念世界文化賞建築部門           | [ 1 ]                                                      |

## 手がけた作品

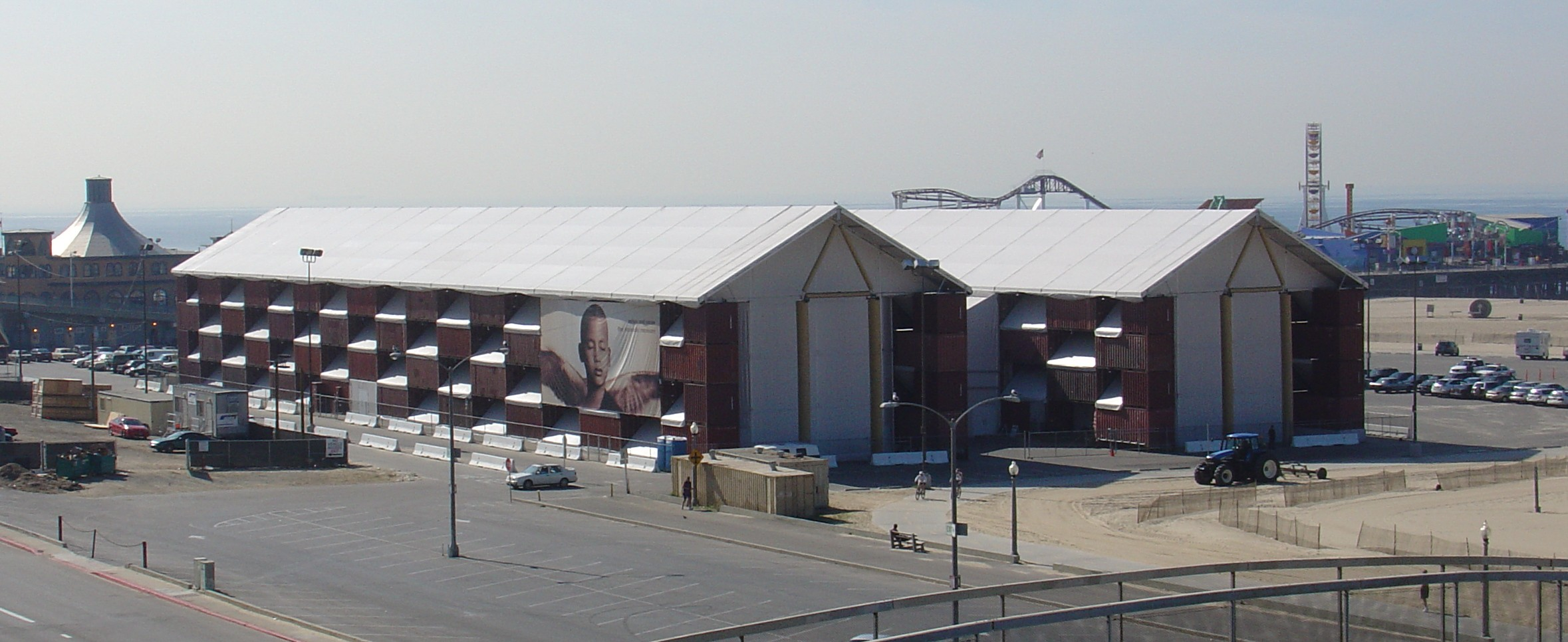
ノマディック美術館。大量に積み上げた海上コンテナを解体して移動ができる（ノマディックな）仮設美術館。2005年にニューヨークのハドソン・リバー・パークに建てられ、内部の写真展と共に2006年サンタモニカ、2007年東京に移築された。

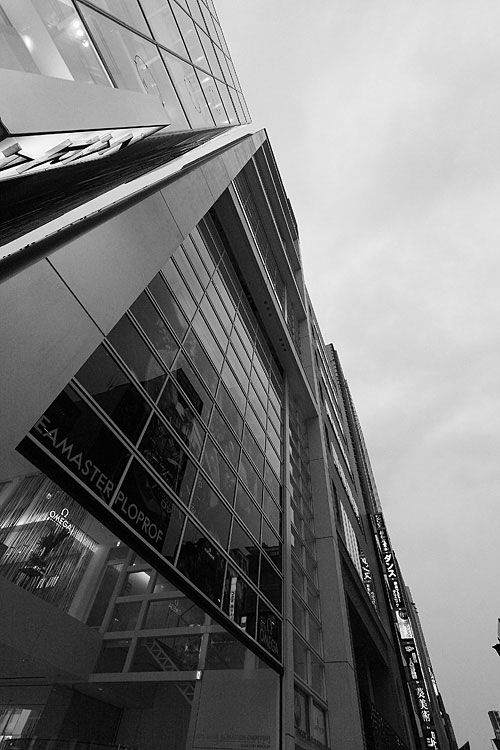
ニコラス・G・ハイエックセンター

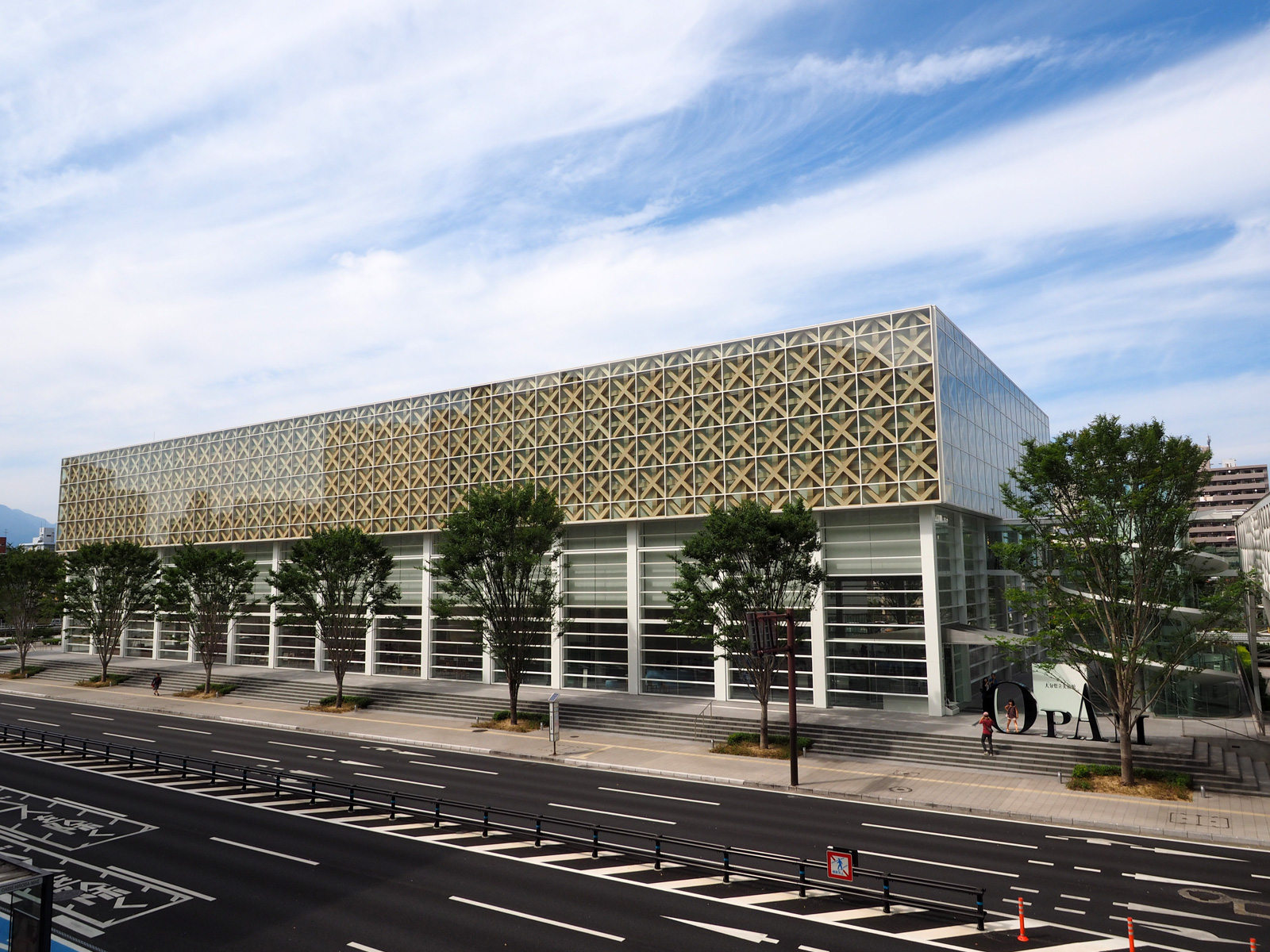
大分県立美術館

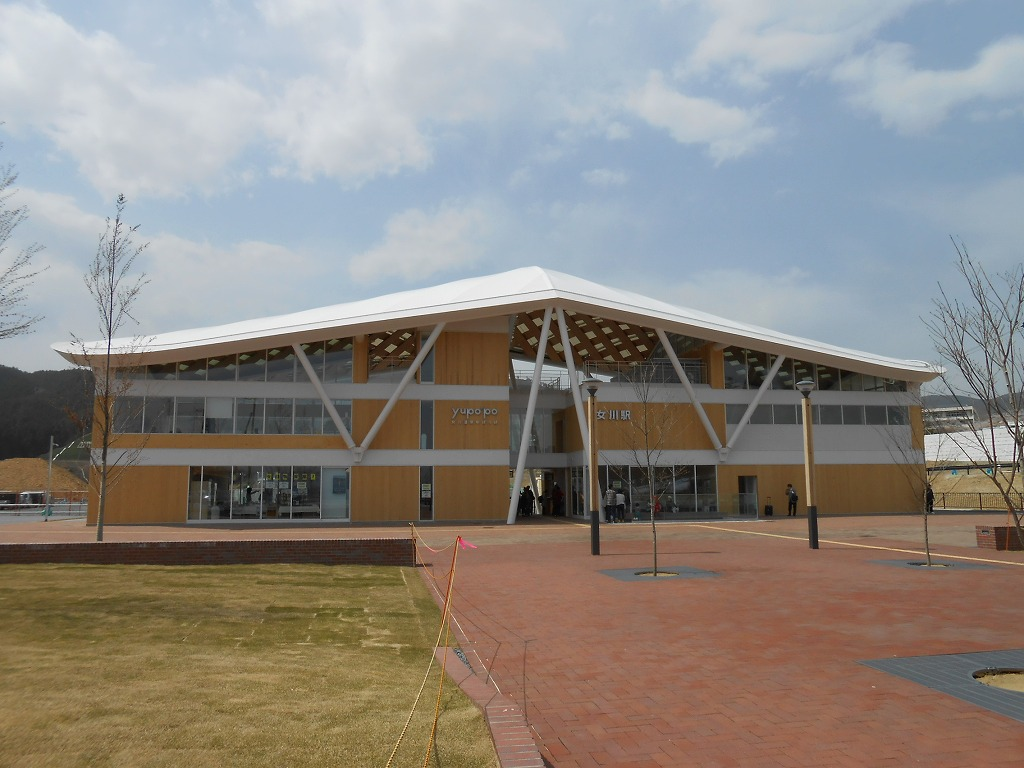
女川駅

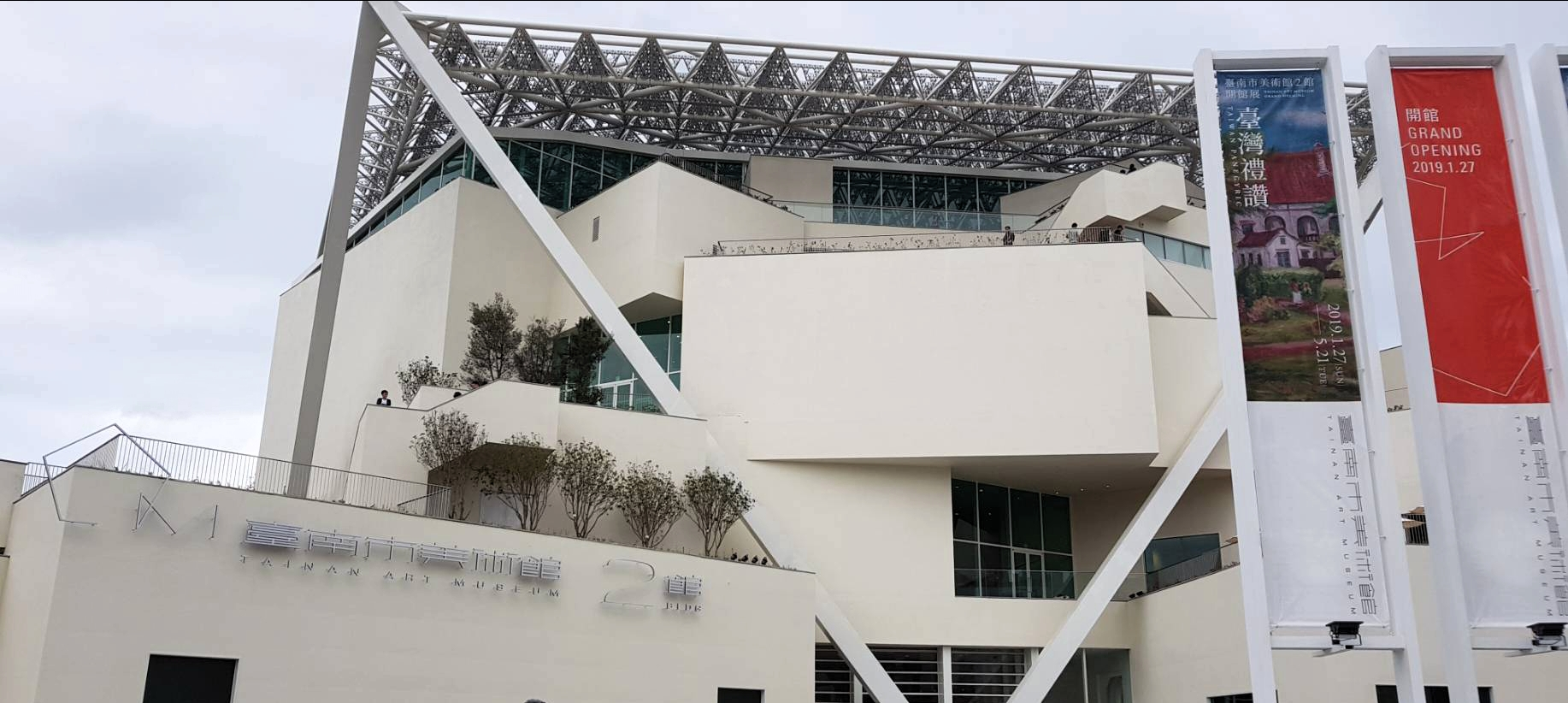
台南市美術館2館

外部サイトを典拠とする。
| 名称                                               | 年                      | 所在地                   | 国             | 状態     | 備考                                                                     |
| -------------------------------------------------- | ----------------------- | ------------------------ | -------------- | -------- | ------------------------------------------------------------------------ |
| ヴィラTCG                                          | 1986                    | 長野県茅野市             | 日本           |          |                                                                          |
| ヴィラ K                                           | 1987                    | 長野県茅野市             | 日本           |          |                                                                          |
| ３枚の壁                                           | 1988                    | 東京都世田谷区           | 日本           |          |                                                                          |
| M 邸                                               | 1989                    | 東京都世田谷区           | 日本           |          |                                                                          |
| ヴィラ トリイ                                      | 1990                    | 長野県                   | 日本           |          |                                                                          |
| 声楽家の家                                         | 1991                    | 東京都世田谷区           | 日本           |          |                                                                          |
| 石神井公園の集合住宅                               | 1992                    | 東京都練馬区             | 日本           |          | [ 77 ]                                                                   |
| 路線脇のコンプレックス                             | 1992                    | 東京都渋谷区             | 日本           |          | [ 78 ] [ 79 ]                                                            |
| カーテンウォールの家                               | 1995                    | 東京都板橋区             | 日本           |          | [ 29 ] [ 76 ]                                                            |
| 2/5ハウス                                          | 1995                    | 兵庫県西宮市             | 日本           |          | [ 80 ]                                                                   |
| JR田沢湖駅/田沢湖観光情報センター                  | 1997                    | 秋田県仙北市             | 日本           |          | [ 81 ]                                                                   |
| 壁のない家                                         | 1997                    | 長野県軽井沢町           | 日本           |          | [ 82 ]                                                                   |
| 羽根木の森                                         | 1997                    | 東京都世田谷区           | 日本           |          | [ 83 ] [ 84 ] [ 85 ]                                                     |
| 9スクウェア・グリッドの家                          | 1997                    | 神奈川県秦野市           | 日本           |          |                                                                          |
| アイビー・ストラクチュアの家                       | 1998                    | 東京都杉並区             | 日本           |          |                                                                          |
| ねむの木美術館 緑の中                              | 1999                    | 静岡県掛川市             | 日本           |          | [ 86 ] [ 87 ]                                                            |
| アイビー・ストラクチャー 2                         | 2000                    | 東京都港区               | 日本           |          |                                                                          |
| 木製耐火被覆ー01 ジーシー大阪営業所ビル            | 2000                    | 大阪市中央区             | 日本           |          | [ 88 ] [ 89 ]                                                            |
| 家具の家 No.1                                      | 2000                    | 山梨県                   | 日本           |          | [ 28 ] [ 90 ]                                                            |
| 網代構造 NO.2                                      | 2001                    |                          | 日本           |          | [ 88 ]                                                                   |
| はだかの家                                         | 2001                    | 埼玉県川越市             | 日本           |          | [ 91 ] [ 92 ]                                                            |
| Plywood Structure-03 今井病院附属託児所            | 2001                    | 秋田県大館市             | 日本           |          | [ 88 ] [ 93 ]                                                            |
| 竹の家具の家                                       | 2001                    | 北京市郊外               | 中国           |          | [ 94 ] [ 95 ]                                                            |
| Plywood Structure-04 今井篤記念体育館              | 2002                    | 秋田県大館市             | 日本           |          | [ 76 ] [ 88 ] [ 96 ]                                                     |
| 紙の資料館（PAM A）特種製紙総合技術研究所（PAM B） | 2002                    | 静岡県沼津市             | 日本           |          | [ 97 ] [ 76 ] [ 98 ]                                                     |
| ガラスシャッターのスタジオ                         | 2003                    | 東京都目黒区             | 日本           |          |                                                                          |
| 写真家のシャッター・ハウス                         | 2003                    | 東京都港区               | 日本           |          |                                                                          |
| ブルゴーニュ運河資料館・ボートハウス               | 2004                    | プイイ＝アン＝オオワ     | フランス       |          | [ 99 ] [ 100 ]                                                           |
| ノマディック美術館                                 | 2004                    | 世界各地                 |                |          | [ 19 ] [ 76 ]                                                            |
| 紙の仮設スタジオ- PTS                              | 2005                    | パリ                     | フランス       | 現存せず | [ 101 ]                                                                  |
| 成蹊大学情報図書館                                 | 2006                    | 東京都武蔵野市           | 日本           |          | [ 76 ]                                                                   |
| ニコラス・G・ハイエックセンター                    | 2007                    | 東京都中央区             | 日本           |          |                                                                          |
| カトリックたかとり教会                             | 2007                    | 兵庫県神戸市長田区       | 日本           |          | [ 2 ]                                                                    |
| Ovaless House                                      | 2009                    | 福島                     | 日本           |          | [ 102 ]                                                                  |
| ポンピドゥー・センター・メス                       | 2010                    | メス                     | フランス       |          | [ 32 ] [ 76 ]                                                            |
| Villa Vista                                        | 2010                    | スリランカ Weligama      | スリランカ     |          | 個人の住宅                                                               |
| 女川町3階建コンテナ仮設住宅                        | 2011                    | 宮城県女川町             | 日本           |          | [ 3 ] [ 21 ] [ 76 ]                                                      |
| メゾン・エルメス（展示物）                         | 2011                    | ミラノサローネ2011       | イタリア       | 現存せず | [ 104 ]                                                                  |
| IEビジネススクール Paper Pavillion                 | 2013                    | マドリード               | スペイン       |          |                                                                          |
| リートベルク美術館ベーゼンドンク邸サマーパビリオン | 2013 （6月16日-9月7日） | チューリッヒ             | スイス         | 現存せず | 超軽量なカーボンファイバーのトラスと紙管を用いてベランダに設けた夏の家。 |
| タメディア新本社                                   | 2013                    | チューリッヒ             | スイス         |          | koube                                                                    |
| 大分県立美術館（OPAM）                             | 2014                    | 大分県大分市             | 日本           |          | [ 37 ] [ 109 ]                                                           |
| アスペン美術館                                     | 2014                    | コロラド州アスペン       | アメリカ合衆国 |          | [ 110 ]                                                                  |
| 女川駅                                             | 2015                    | 宮城県女川町             | 日本           |          | [ 111 ]                                                                  |
| ヴァンサンテ＋N邸                                  | 2016                    | 東京都世田谷区           | 日本           |          |                                                                          |
| ラ・セーヌ・ミュージカル                           | 2017                    | ブローニュ＝ビヤンクール | フランス       |          |                                                                          |
| 富士山世界遺産センター                             | 2017                    | 静岡県富士宮市           | 日本           |          | [ 112 ]                                                                  |
| SHONAI HOTEL SUIDEN TERRASSE                       | 2018                    | 山形県鶴岡市             | 日本           |          |                                                                          |
| KIDS DOME SORAI                                    | 2018                    | 山形県鶴岡市             | 日本           |          |                                                                          |
| 台南市美術館2館（当代館）                          | 2019                    | 台南市中西区             | 台湾           |          | [ 114 ]                                                                  |
| スウォッチ・グループ新本社                         | 2019                    | ビール                   | スイス         |          |                                                                          |
| 下瀬美術館                                         | 2023                    | 大竹市                   | 日本           |          | [ 115 ]                                                                  |

### 紙の建築
坂の建築の特徴として、紙管を建築の構造材とすることが挙げられる。
坂が提言するまで、建築構造材としての紙管の使用は、建築基準法において前例がなかった。このため、紙の家（1995年）を実現するにあたり、構造家の松井源吾ならびに手塚升と共同で実験を進め、紙管構造 (PTS) に建築基準法第38条評定を取得した。またハノーバー万博2000・日本館の施工に際してはフライ・オットー、構造設計事務所のビューロ・ホッパルドと協力し、ドイツの建築基準をクリアして実現させた。

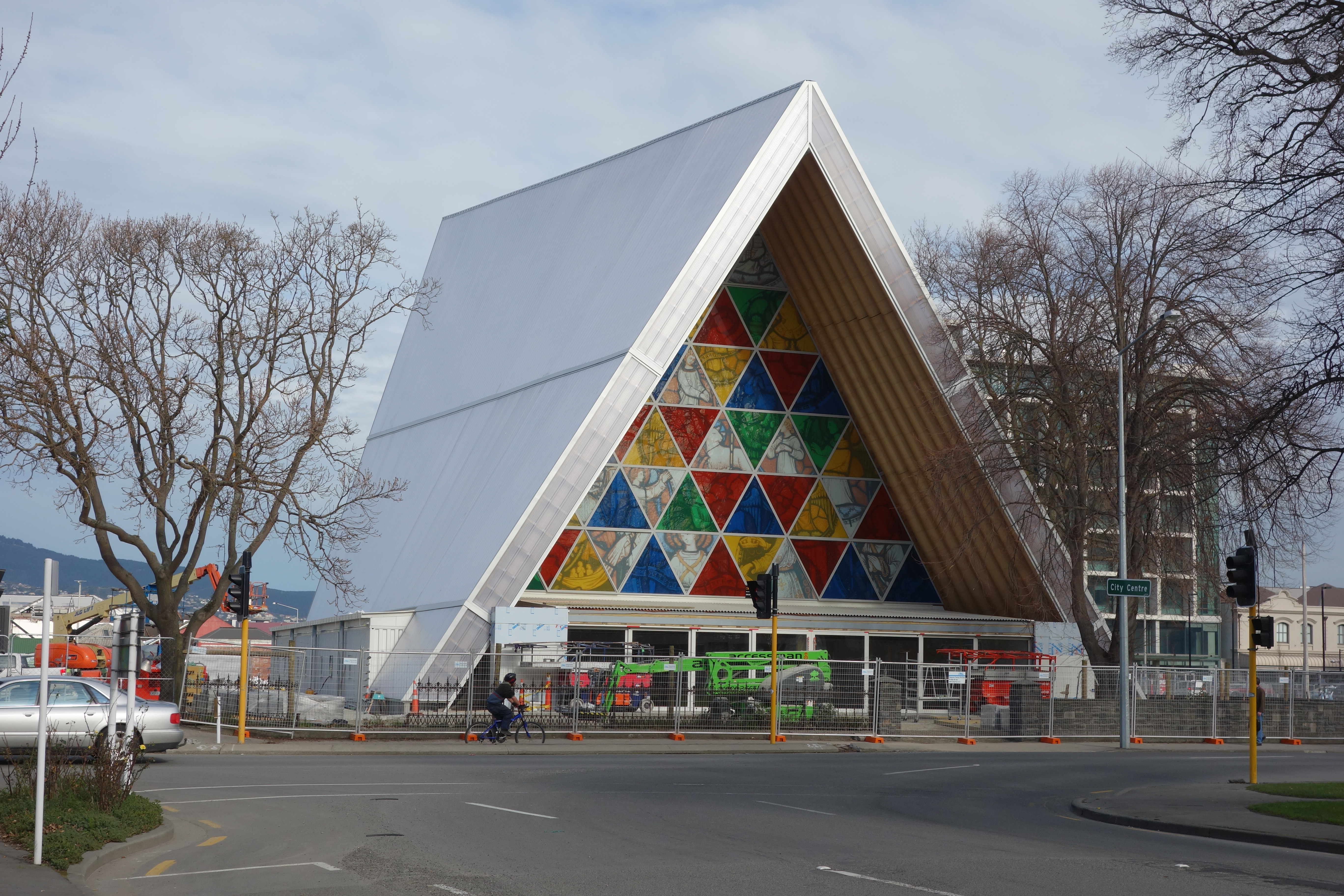
クライストチャーチ大聖堂（仮設）

| 名称                                         | 年     | 所在地             | 国               | 状態     | 備考              |
| -------------------------------------------- | ------ | ------------------ | ---------------- | -------- | ----------------- |
| 「アルヴァ・アアルト展」会場構成             | 1986年 | 東京都港区         | 日本             | 現存せず |                   |
| 世界デザイン博覧会「水琴窟の東屋」           | 1989年 | 愛知県名古屋市     | 日本             | 現存せず | [ 120 ]           |
| ときめき小田原メイン会場ホール               | 1990年 | 神奈川県小田原市   | 日本             | 現存せず |                   |
| 詩人の書庫                                   | 1991   | 神奈川県逗子市     | 日本             |          | [ 118 ] [ 121 ]   |
| 旧MDSギャラリー                              | 1994   | 東京都渋谷区       | 日本             |          |                   |
| 紙の家                                       | 1995   | 山梨県山中湖村     | 日本             |          | [ 118 ]           |
| 大震災被災者用仮設住宅（紙のログハウス）     | 1995   | 兵庫県神戸市       | 日本             |          |                   |
| カトリックたかとり教会仮設集会所（紙の教会） | 1995   | 兵庫県神戸市       | 日本             | 移築     | 台湾 南投県埔里鎮 |
| ハノーバー万博2000・日本館                   | 2000   | ハノーバー         | ドイツ           | 現存せず | [ 119 ]           |
| クライストチャーチ大聖堂（仮設）             | 2013   | クライストチャーチ | ニュージーランド |          |                   |

## 著書・作品集
発行年順。
単著
- 『紙の建築行動する：震災の神戸からルワンダ難民キャンプまで』筑摩書房、1998年。ISBN 4480860495。
  - 岩波文庫に改版改題。『紙の建築行動する : 建築家は社会のために何ができるか』岩波書店〈岩波現代文庫 社会 ; 299〉、2016年。ISBN 9784006032999。 NCID BB21437391。
- (英語) Shigeru Ban : projects in process to Japanese pavilion, Expo 2000 Hannover [坂茂プロジェクツ・イン・プロセス : ハノーバー万博2000日本館までの歩み]. ギャラリー・間叢書. TOTO出版. (1999). ISBN 488706179X
- 日本記号学会 編「紙の建築」『文化の仮設性：建築からマンガまで』東海大学出版会、2000年。
- 真壁智治（プロジェクト・ディレクター） 編『坂茂の 家の作り方』平凡社、2013年。
- 『坂茂の建築 : 材料・構造・空間へ』TOTO出版、2017年。ISBN 9784887063655。 NCID BB23524329。副題『Shigeru Ban : material, structure and space』

- ジョン・ヘイダックからの試行
- 紙への試行
- 建築のフォームを見つける１—材料・構造の合理から
- ケーススタディハウス
- ミース再読
- 紙の架構体
- 建築のフォームを見つける２—プログラム探究から
- 家具の家
- シャッターの家
- 景観の家
- 虚の家
- 紙の建築
- 建築のフォームを見つける３—木が拓く建築
- 災害支援
- 建築のフォームを見つける４—大架構空間をつくる
- プロダクト

洋書
- Luna, Ian; Gould, Lauren A (2009). Shigeru Ban : paper in architecture. Rizzoli. NCID BB00487030ISBN 9780847832118, 0847832112
- 『SHIGERU BAN Complete Works 1985–2010』ファイドン（英語版）、2010年。ISBN 3836507358
- 『SHIGERU BAN』タッシェン、2012年。ISBN 3836530767

定期刊行物
- 坂茂建築設計「羽根木の森」『建築技術』1998年4月、22頁。
- 『新建築』 新建築社、ISSN 1342-5447国立国会図書館書誌ID:000000011988
  - 坂茂建築設計「紙の建築PTS-01 水琴窟の東屋」第64巻第9号、1989年9月、doi:10.11501/7898117、国立国会図書館書誌ID:000000011988-d7898117。
  - 坂茂、坂茂建築設計「作品 石神井の集合住宅」第67巻第11号、1992年11月、doi:10.11501/7898158、国立国会図書館書誌ID:000000011988-d7898158。
  - 坂茂建築設計「作品 路線脇のコンプレックス」第68巻第2号、1993年2月、doi:10.11501/7898162、国立国会図書館書誌ID:000000011988-d7898162。
  - 坂茂「インスタレーション エミリオ・アンバース 建築＋デザイン展」第68巻第6号、1993年6月、doi:10.11501/7898166、国立国会図書館書誌ID:000000011988-d7898166。
  - 坂茂「解説:形・材料・構造・工法そして地域性の整合性」第72巻第5号、1997年5月、doi:10.11501/7898218、国立国会図書館書誌ID:000000011988-d789821。
  - 「1997年度JIA新人賞発表 坂本昭、坂茂、渡部和生の3氏に」『NEWS REPORT』第72巻第9号、1997年9月、73-77頁、doi:10.11501/7898222、国立国会図書館書誌ID:000000011988-d7898222。
  - 坂茂建築設計、韓國建築KACI「韓国驪州のクラブハウス」第85巻第17号、2010年12月、CRID 1521699230937811200。
  - 坂茂建築設計（設計）、SHIGERU BAN ARCHITECTS AMERICA「メゾネットの全面を開放する水平折り戸とシャッター メタルシャッターハウス」第87巻第2号、2012年2月、CRID 1520010380181789184。
  - 慶應義塾大学SFC「アーバン・ルーラル・リデザイン」プロジェクトチーム、坂茂建築設計（設計）、小林・槇デザインワークショップ(KMDW)「地場の素材と技術を用いた復興住宅 ネパール震災復興住宅モデルハウス」第91巻第4号、2016年2月、CRID 1523106605401836032。
  - 坂茂建築設計（設計）「スコルコボ ゴルフ クラブハウス」第91巻、2016年4月、CRID 1521136279916328448。
  - 「ししいわハウス : 設計 坂茂建築設計」第95巻第5号、2020年4月、CRID 1520854805133699840。
  - 「THE TOKYO TOILET」第95巻第13号、2020年10月、CRID 1522262180094880512。
  - 坂茂建築設計（設計）「キャスト・アイアン・ハウス」第96巻第10号、2021年8月、CRID 1521417756170624768。
  - 第73巻、1998-04。
  - 坂茂建築設計（設計）「紙の建築PTS-09紙のドーム--池畑工務店ワークショップ」、CRID 1523106604979515648。
  - 坂茂建築設計（設計）「羽根木の森」。
  - 坂茂、播繁「対談:構造的思考と表現方法 坂茂×播繁」、CRID 1521980705005014272。
  - 第74巻、1999-09。
  - 第9号、CRID 1523669554759573376。
  - 坂茂建築設計（設計）「紙のハニカム構造・ねむの木美術館」第9号、1999年、CRID 1520010379788876800。
  - 坂茂建築設計（設計）「作品 紙の資料館 特種製紙総合技術研究所 Pam」第78巻第1号、CRID 1523388080161243008。
  - 坂茂建築設計 Shigeru Ban Architects Europe「紙の仮設スタジオ（PTS-17）--〔含 展示物としてのパリ仮設事務所〕」第80巻第2号、2005年2月、CRID 1522543655076656384。
  - 坂茂建築設計「ブルゴーニュ運河博物館〔含 解説:紙管とL字形アングル〕」第81巻第1号、2006年1月、CRID 1522825130199216384。
  - 第85巻第7号、2010-05。
  - 坂茂建築設計（設計）「植物学者の紙の家」、CRID 1520010379788876800。
  - 坂茂建築設計「紙の劇場--日本産業館メイン展示 [含 解説 ベター・シティを目指して]」第85巻第7号、2010年5月、CRID 1521980705846637440。
  - 坂茂建築設計（設計）「3次元曲面で構成された木造スペースフレーム アスペン美術館」第89巻第15号、2014年11月、CRID 1522543654596480128。
- 『建築文化』彰国社、ISSN 0003-8490
  - 坂茂「日本のクラシカル・ハイテック vs. 英国のモダン・ハイテック」『建築文化』第49巻第574号、彰国社、1994年8月、doi:10.11501/6057436、ISSN 0003-8490、国立国会図書館書誌ID:000000007408-d6057436。
  - 「はだかの家 坂茂建築設計--柔らかな光に包み込まれた開放感ある大空間」『建築文化』第56巻第653号、彰国社、東京、2001年6月、26-28頁、CRID 1523669555428749568、ISSN 0003-8490。
- 『JA: the Japan architect』新建築社、ISSN 1342-6478
  - 「坂 茂シリーズ」 『JA』30号 新建築社、1998年
  - Shigeru Ban, Yasuhiro Teramatsu「Shigeru Ban」『JA』（英語版）新建築社、1998年
  - 「壁のない家」、国立国会図書館書誌ID:4497613。
  - 「紙の家 紙の建築 PTS-05」、CRID 1523388080188794752。
  - 坂茂建築設計（設計）「紙のハニカム構造、ねむの木美術館」第36号、2000年1月、CRID 1521699229864444928。
  - 「作品 紙の教会 坂茂建築設計」第42号、2001年、CRID 1521699230261462784。
  - 坂茂建築設計「作品 The Case Study House-10 はだかの家」『JA : the Japan architect』第44号、新建築社、東京、2002年、14-17頁、CRID 1524232505110520960、ISSN 1342-6478。
  - 「Timber-framed office building : Tamedia New Office Building : Shigeru Ban Architects Europe」第89号、2013年、CRID 1523951030680952576。タメディア新本社
  - 「Spiral 3-dimensional roof : S Residence : Shigeru Ban Architects」第89号、2013年、CRID 1521417755774370944。S邸
- 坂 茂「トルコ西部地震緊急支援プロジェクト：Phase 1 ゼネコン現場用シート配布」『OCAJI』第23巻第12号、海外建設協会、東京、1999年12月、8-11頁、CRID 1522825130032306048、ISSN 0285-2594。
- 坂 茂（著）、有村 桂子（編）「インタビュー 海外緊急支援プロジェクト：トルコの仮設住宅建設を中心に」『建築雑誌』第115巻1450x、日本建築学会、東京、2000年2月、10-12頁、CRID 1520009408968413824、ISSN 0003-8555。掲載誌別題『Journal of architecture and building science』
- 池田 俊己「撮影報告 課外授業 ようこそ先輩--建築家 坂茂先生 紙の家で世界とつながろ!」『映画撮影』162x、日本映画撮影監督協会、東京、2004年、30-33頁、CRID 1520573330880140800、ISSN 0285-0346。
- 『日経アーキテクチュア』日経BP、ISSN 0385-0870
  - 設計：坂茂建築設計「羽根木の森（東京都）」1998年2月23日。
  - 「特集 北京再誕：Report 被災地・四川を駆ける日本の設計者たち：紙管の仮設住宅を提案、仮設校舎の建設も」第880号、2008年8月11日、CRID 1520290883499500672。
  - 坂 茂、真部 保良「編集長インタビュー：災害支援も失敗に学べ：世界各国の被災地支援に取り組む建築家・坂茂氏」第961号、2011年10月10日、CRID 1520853833009594112。
- 坂 茂「行動する建築家（1）被災地に応じた避難所、仮設住宅をいち早く提供」『建築ジャーナル』第1183号、建築ジャーナル、東京、2011年6月、26-29頁、CRID 1524232504546114816、ISSN 1343-3849。

共著
発行順。
- 坂茂、マティルダ・マッケイド、McQuaid, Matilda 著、高橋正明 訳『SHIGERU BAN』ファイドン、東京、2005年。ISBN 4902593157。 NCID BA72477308。国立国会図書館書誌ID:000007786568。
  - 「PAPER（詩人の書庫；紙の家 ほか）
  - 「WOOD（GC大阪営業所ビル；今井病院附属託児所；今井篤記念体育館；網代細工の家）」
  - 「BAMBOO（竹の家具の家；シュワルツ邸；竹のグリッド・シェル構造）」
  - 「PREFABRICATION（PCパイルの家；ＪＲ田沢湖駅／田沢湖観光情報センター ほか）」
  - 「SKIN（デンティストの家；カーテンウォールの家 ほか）」
- 坂茂、原研哉 企画編集『Japan car Designs for the crowded globe 飽和した世界のためのデザイン』デザイン・プラットフォーム・ジャパン 編、朝日新聞出版、2009年7月。ISBN 9784022505866、NCID BA91204095
- 坂 茂、慶應義塾大学SFC坂茂研究室、成松 佳恵、原野 泰典、松本 淳『Voluntary Architects' Network─建築をつくる。人をつくる。 : ルワンダからハイチへ』INAX出版、2010年。CRID 1130000795135910272。

ISBN 4872751639, 9784872751635
- 『坂茂 スケッチ集』光村推古書院、2024年。ISBN 978-4-8381-0627-1
- 坂 茂、原 研哉 著、SIMOSE編集委員会 編著 編『SIMOSE : 建築とデザイン』鹿島出版会、2024年10月。ISBN 978-4-306-04717-4。国立国会図書館書誌ID:033728301。
  - 「Dialogue 1 アート施設とクリエイション」
  - 「Dialogue 2 ヴィラ建築と瀬戸内海」
- 原 研哉 著「5 家具の家（無印良品×坂茂）」、House vision実行委員会 編『Tokyo exhibition』 [1]-2、平凡社〈House vision〉、2013年。 NCID BB12315418。 ISBN 9784582544459, 9784568600469
- 坂 茂『坂茂の建築 : 材料・構造・空間へ = Shigeru Ban : material, structure and space』TOTO出版、2017年。ISBN 9784887063655。 NCID BB23524329。副題『Shigeru Ban : material, structure and space』
- 坂 茂、Britton, Laura、Lovato, Vittorio、井原 恵子『坂茂 : 木の建築』グラフィック社、2023年。ISBN 9784766137514。 NCID BD03811479。原書は『Shigeru Ban: Timber in Architecture』（New York：Rizzoli International Publications, 2022）[122]（標題紙裏）。
  - 家具の家 No.1、竹の家具の家、サガポナック・ハウス、無垢杉の家、仙石原の住宅、光と翳の家、本棚の家、スコルコボ・ゴルフ・クラブハウス、富士山静岡空港、アートビオトープ・スイートヴィラ、ししいわハウス No.2、今井病院付属託児所、今井篤記念体育館、女川駅＋ゆぽっぽ、ポンピドゥ・センター・メス、ジーシー大阪営業所ビル、TAMDIC名古屋、大分県立美術館（OPAM）、静岡県富士山世界遺産センター、ラ・セーヌ・ミュジカル〔ほか〕

## 出演
- 『情熱大陸』（2010年3月28日 23時 - 23時30分、毎日放送）
- 『日経スペシャル カンブリア宮殿』 世界が注目！紙の建築、災害住宅... "役に立つ建築"に挑み続ける男！（2013年6月13日 22時 - 22時55分、テレビ東京）[65]
- 『スーパープレゼンテーション』「紙で作る仮設シェルター Emargency shelters made from paper」（2014年5月14日、NHK Eテレ ）[* 3]
- 『ASIAN VOICES』「被災者を救う "紙の建築" 坂茂」（2014年5月27日 14時 - 14時30分、NHK-BS[124]）[* 4]

### 註釈
1. 1 2  所定の実務経験を経ることでアメリカにおける建築士の受験資格が得られ、日本でも同様にして一級建築士試験の受験者要件を満たす。
2. ↑  パリ展は2008年11月1日-9日（シテ・デ・シオンス）、ロンドン展は2008年11月29日-2009年4月25日（サイエンス・ミュージアム）で催した[58]。
3. ↑  当該ページでは番組で取り上げたTEDの講演動画も閲覧可能[123]。
4. ↑  インタビュアーとのやりとりは質問、返答とも英語。長時間英語でスラスラと語りつづけた[21]。